# ジクロフェナク

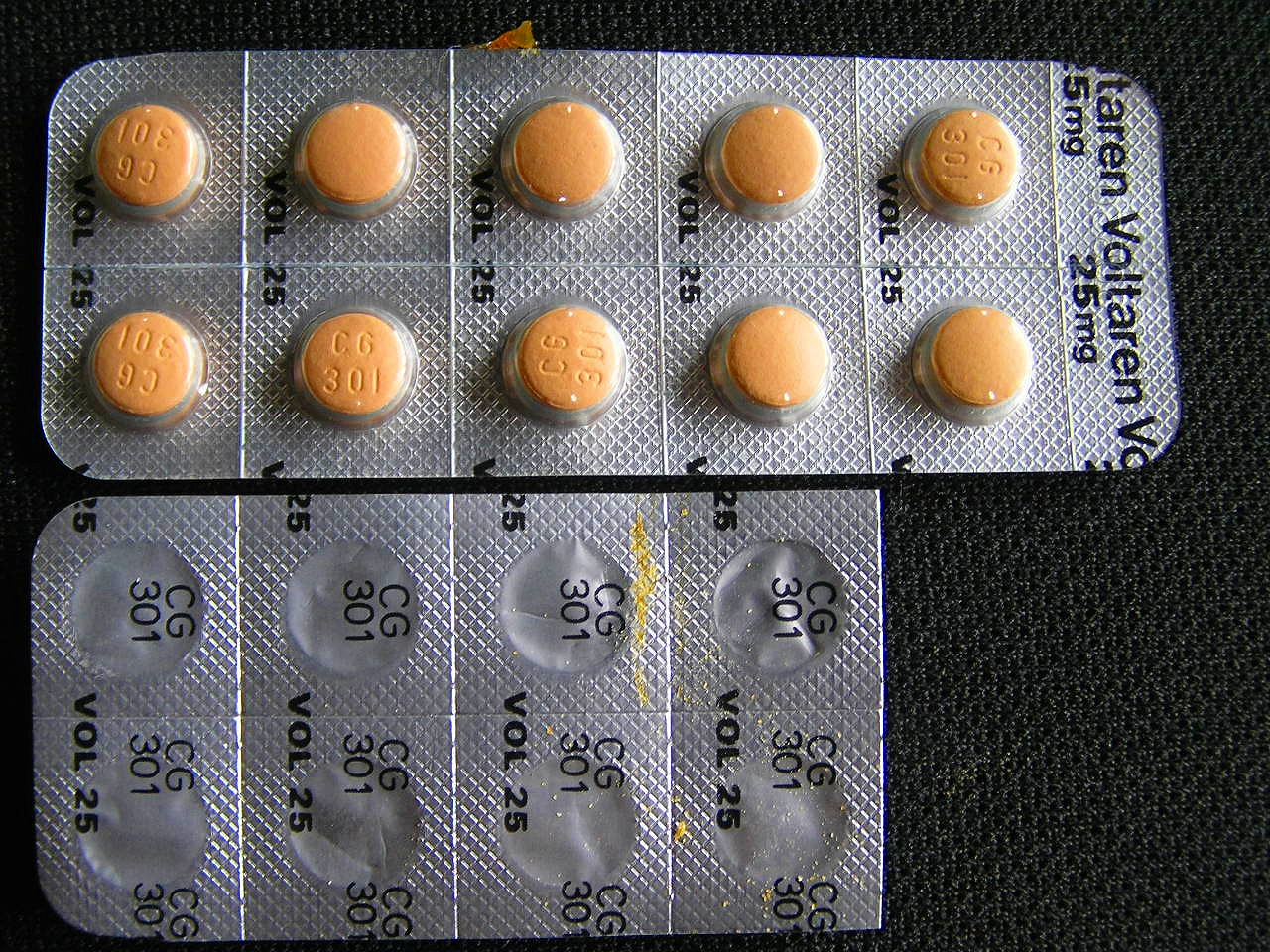
ボルタレン25mg錠

ジクロフェナク（英: Diclofenac）は、フェニル酢酸系の非ステロイド性抗炎症薬（NSAIDs）の1種である。主に解熱、鎮痛のために用いられる。
日本では、ナトリウム塩のジクロフェナクナトリウム（英: Diclofenac sodium）が商品名「ボルタレン」（英: Voltaren、ノバルティス）・「ジクトル®テープ」(久光製薬製造販売)の処方箋医薬品として販売され、いくつかの製剤が後発医薬品として製造されているほか、日本および数カ国の外国では一般用医薬品（OTC医薬品）として承認されている。イギリス、アメリカなどでもナトリウム塩が用いられているが、少数の国ではカリウム塩であるジクロフェナクカリウム（英: Diclofenac potassium）も用いられる。
ジクロフェナクの安全性はかなり証明されているが、アレルギーを起こす可能性もある。
Diclofenacと言う名前は、2-（2-（2,6-dichlorophenylamino）phenyl）acetic acidから命名された。

## 作用機序
ジクロフェナクの半減期は短いが、効果は6〜8時間と長く持続する。これは関節液（synovial fluid）の特定の場所のみが高濃度になることによるものである。
ジクロフェナクは、シクロオキシゲナーゼ（COX）を阻害することによってプロスタグランジン合成を抑制するため、解熱・鎮痛効果があると考えられている。しかし、胃の上皮でも同様の作用がおこるため、胃酸によって胃炎を起こす可能性がある。また、リポオキシゲナーゼ経路（lipooxygenase pathways）を阻害し、ロイコトリエンの合成を妨げている可能性がある。さらに、ホスホリパーゼA2(PLA2)を阻害している可能性もあり、これらがジクロフェナクの高い効果の原因であるかもしれないと考えられている。ジクロフェナクの効果はNSAIDsの中でも非常に強力である。

## 使用対象

### 効能又は効果
- ボルタレン錠25mg
  - ○下記の疾患ならびに症状の鎮痛・消炎
    - 関節リウマチ、変形性関節症、変形性脊椎症、腰痛症、腱鞘炎、頸肩腕症候群、神経痛、後陣痛、骨盤内炎症、月経困難症、膀胱炎、前眼部炎症、歯痛

  - ○手術ならびに抜歯後の鎮痛・消炎
  - ○下記疾患の解熱・鎮痛
    - 急性上気道炎（急性気管支炎を伴う急性上気道炎を含む）
- ボルタレンSRカプセル37.5mg・ナボールSRカプセル37.5
  - 下記の疾患並びに症状の消炎・鎮痛
    - 関節リウマチ、変形性関節症、腰痛症、肩関節周囲炎、頸肩腕症候群
- ジクトル・テープ
  - 各種がんにおける鎮痛
  - 腰痛症、肩関節周囲炎、頸肩腕症候群及び腱鞘炎における鎮痛・消炎

### 現在用いられている用途
ジクロフェナクは、関節炎、痛風、腎結石、尿路結石、片頭痛などの鎮痛目的で使用される。さらに、小規模から中規模な手術後や、外傷、生理痛、歯痛、腰痛、筋肉痛を和らげるためにも使用される。
ジクロフェナクを長期間服用すると胃にダメージを与え、NSAID潰瘍を引き起こす可能性がある。これを避けるため、ミソプロストールとジクロフェナクの併合剤（商品名「オルソテック」 Arthrotec）が使用されることもある。
白内障手術時後の炎症症状、合併症防止のため点眼薬が使用される事がある。
人間以外の動物、例えばウマにも用いられる。ただし競走馬においては規制薬物の一つとされ使用制限が課せられており、競馬場で出走した後の検査で検出されると処分が科されることがある。

### 調査中の用途
ジクロフェナクは癌による慢性痛や炎症の抑制にも用いられる。その結果、乳癌の骨転移の鎮痛に対して良好な効果があり、オピオイドより優れていることがわかった。
ジクロフェナクはオピオイドと結合させることができる。ジクロフェナクとコデイン（それぞれ50 mg）の併合剤は、商品名「コンバレン」 Combarenとしてヨーロッパで癌に対して用いられている。向精神薬であるクロルプロチキセンとアミトリプチリンの組み合わせが、何人かの癌患者に対する試験で効果的であることがわかった。
悪性リンパ肉芽腫の発熱はしばしばジクロフェナクに反応する。放射線療法や化学療法によって発熱が治まった場合はジクロフェナクの投与は中止される。
長期間に渡って少量ずつ投与される場合はアルツハイマー型認知症の発症を抑える可能性がある。
また、ジクロフェナクがMIC 25μg/mLの多剤耐性大腸菌株に対して効果的であることがわかった。そのため、大腸菌による尿路感染症の治療に利用できる可能性がある。

## 禁忌・注意

### 禁忌
以下の場合は原則用いてはならない。ただし、医師、薬剤師の判断で使用される場合もある。
- ジクロフェナクに対するアレルギーを持つ場合
- 重篤な血液異常のある患者、重篤な高血圧のある患者
- アスピリン、もしくはその他のNSAIDsに対するアレルギーを持つ場合。
- 鎮痛薬や解熱薬で喘息を起こしたことのある者。
- 消化性潰瘍、もしくは胃腸障害がある場合。
- 重い肝臓病、心臓病、妊娠後期。
- 炎症性腸疾患（クローン病、潰瘍性大腸炎など）がある場合。
- 腎機能が低下している場合。
- トリアムテレンを投与中の患者
- 小児の、インフルエンザや水痘などのウイルス性疾患。サイトカインとの相互作用で重症化するメカニズムが解明された[6]。

### 注意
以下の場合は使用に際して注意が必要である。
- 高齢者
- 肝臓ポルフィリン症患者
- 大きな出血（脳出血など）がある場合

## 副作用
ジクロフェナクはよく用いられている薬であるが、いくつか副作用がある。長期間服用した場合は20%の患者に副作用が見られ、2%の患者は胃腸障害のため、投与中止しなければならない。
- 発疹、かゆみ、皮膚障害、胃部不快感、腹痛、まれに間質性肺炎やアナフィラキシー様症状、肝障害や腎障害などが報告されている。また消化管出血、穿孔などを起こすこともあり、注意が必要。また、胃潰瘍、十二指腸潰瘍の患者および既往症のある者に対しては、症状を悪化させる可能性があるため充分な注意を必要とする。その他、劇症肝炎の報告や鬱血性心不全も報告されている。
- 他の薬との飲み合わせに注意が必要。メトトレキサート（抗リウマチ薬）、キノロン系抗菌薬、ワルファリン（抗凝血薬）、チアジド系利尿薬、糖尿病薬その他。
- 飲酒は肝臓、胃などへの副作用を増幅するため、禁酒すること。

### 報告されている副作用
一般的な副作用は次の通りである：吐き気、消化不良、消化器潰瘍・出血、肝臓酵素増大、下痢、ふらつき、塩および体液停留、高血圧。
まれな副作用は次の通りである：食道潰瘍、心不全、高カリウム血症、腎臓障害、昏迷、気管支痙攣、発疹。

### 心臓
2004年、選択的COX-2阻害剤ロフェコキシブによって心臓発作が起こったため、ジクロフェナクを含む他のNSAIDsの薬剤も同様の副作用を疑われた。2006年4月までの論文と報告を分析した結果、非投与者に比べて心臓病のリスクが1.63倍になることが判明した。しかし、このリスクより薬が持つ利益の方が大きいため、状況に応じて投与されている。
74,838人のNSAIDs、もしくはコキシブの投与を受けている患者を調査した結果、ジクロフェナクによる心臓病のリスクが上昇しないことが2006年5月に報告された。
2006年9月、アメリカ食品医薬品局（FDA）のメディカルオフィサーにより、ジクロフェナクが心筋梗塞のリスクを上昇させると結論付けられた。

### 胃腸
ジクロフェナクは胃や腸に対してダメージを与え、NSAID潰瘍を引き起こす恐れがある。このような症状が現れた場合は、ただちに使用中止すること。

### 肝臓
肝臓に対する副作用がごくまれに起こる場合があるものの、通常は可逆的である。肝炎が突然発症し、死亡する可能性もごくわずかにある。長期間投与する場合は、肝機能の変化を調べ続けなければならない。ただし、短期間しか使用しない場合はあまり影響しない。

### 腎臓
パキスタンで、ジクロフェナクに曝露された動物の死体を食べたハゲワシが、急性腎不全を起こして死亡した。
NSAIDsは、薬物に敏感なヒト・動物の腎臓におけるプロスタグランジン合成によって起こる腎臓への影響に関係している。腎臓ではCOX-1とCOX-2の両方が存在するため、選択的COX-2阻害剤を使ってもこの影響が出てしまう。そのため、薬物に敏感なヒトは選択的COX-2阻害剤を使う場合でも予防措置を取っておかなければならない。

### その他
ごくまれに骨髄への影響（白血球減少、無顆粒球症、血小板減少、再生不良性貧血など）がある。これらは発見が遅れれば、後遺症や命に関わる恐れがある。

## 環境問題
動物へのジクロフェナクの使用により、インド亜大陸の95%の地域ではハゲワシの個体数が減少した。これは副作用の腎不全によるものである。ハゲワシは、獣医によってジクロフェナクが投与された家畜の死体を食べ、家畜にジクロフェナクが蓄積していたため、これを食べたハゲワシが死亡した。2005年3月、インド政府はジクロフェナクを段階的に排除することを発表した。メロキシカムは高価ではあるが、より安全な代用品として候補に挙がっている。
インド亜大陸で10年間に数千万羽のハゲワシが死亡したが、これは同時に人間の健康も脅かしていることを意味している。ハゲワシの数が減少したことで野犬の数が各地で増加した。イヌは狂犬病のキャリアであり、ヒトへも狂犬病を感染させるため危険視されている。ハゲワシの数が大幅に減少したため、絶滅危惧種に指定されている。なお、パンジャーブではジクロフェナクの使用が禁止されたが、徐々にハゲワシの数が回復しつつある。